# هرمان چهارم، مارگراف بادن
هرمان چهارم، مارگراف بادن (انگلیسی: Herman IV, Margrave of Baden; ۱ ژانویهٔ ۱۱۳۵ – ۱۳ سپتامبر ۱۱۹۰)، مارگراف ورونا و بادن از سال ۱۱۶۰ تا زمان مرگش بود. وی همچنین به همراه فردریش بارباروسا در جنگ صلیبی سوم شرکت نمود و سرانجام در انطاکیه مرد.